# Angola nos Jogos Olímpicos da Juventude
Angola estreou-se nos Jogos Olímpicos de Verão da Juventude em 2010. Foi a única edição, entre Verão e Inverno, que participou até hoje. Angola é um dos países que não conquistou qualquer medalha nas Olimpíadas da Juventude.